# Smoke and Fire
«Smoke and Fire» es una canción grabada por la cantante estadounidense Sabrina Carpenter, lanzada por Hollywood Records el 19 de febrero de 2016. Originalmente pensada para ser el sencillo principal de su segundo álbum de estudio, Evolution, la canción fue eliminada de la lista de canciones; luego la intérprete dijo que esto se debe a que el álbum se estrenó después de esta canción. Más tarde, «On Purpose» la reemplazó como el sencillo principal. La tema vendió 6.012 copias digitales en su primera semana.

## Antecedentes
Carpenter dijo que escribió la canción en 2015 y que era la primera historia que había estado esperando contar en su próximo álbum que no tenía nombre en ese momento. Carpenter dijo que todavía estaba experimentando con nuevos sonidos de música y que estaba escribiendo mucho más. Ella dijo que había aprendido a usar Internet más, por ejemplo, usó Rhyme Zone para escribir «Smoke and Fire» junto con otras canciones en su segundo álbum.
Pese a que originalmente se tenía pensado que «Smoke and Fire» estuviera en el próximo álbum de Carpenter, la intérprete lanzó «On Purpose» a fines de julio, mismo día que se reveló como el sencillo principal de su segundo álbum. En septiembre, anunció el nombre del álbum, Evolution, así como su lista de canciones y la portada del álbum, en donde el tema finalmente, no formó parte de la lista de canciones.

## Composición
La canción fue producida por Ido Zmishlany y escrita por Carpenter y Zmishlany. Es una canción de synth-pop con influencias del pop y líricamente es una canción de ruptura que expresa los sentimientos experimentados después de que una relación ha terminado.
«Smoke and Fire» es una canción pop de tres minutos y cuarenta y cinco segundos. Según la partitura publicada en Musicnotes.com, la canción está compuesta en el compás del tiempo común con una tasa moderada de 84-88 latidos por minuto. Está escrito en la clave de B menor y el rango vocal de Carpenter abarca desde el bajo F # 3 a B4, lo que hace que el rango de Carpenter sea casi una octava.

## Vídeo musical
El video musical se estrenó el 11 de marzo de 2016 en Vevo y YouTube. Según Carpenter, el video "muestra recuerdos flashback de una inocente historia de amor en medio de la belleza y el desamor después de la ruptura". En uno de los flashbacks del video, el novio de Carpenter la visita durante una clase de baile. Él trata de que ella lo acompañe, pero ella lo ignora y continúa bailando. Más tarde, salen de la clase de baile juntos, mientras caminan por la calle, el novio le da un collar. A lo largo del video, la cantante juguetea con el collar. El video termina con ella tirando el collar a la basura.

## Presentaciones en vivo
Carpenter hizo su debut en televisión durante el día el 17 de marzo de 2016 interpretando «Smoke and Fire» en Live with Kelly y Ryan. La canción se realizó en Radio Disney Music Awards y en Musikfest en 2016. Carpenter interpretó la canción en el Honda Stage en el iHeartRadio Theatre LA junto con algunas versiones y canciones de su primer y segundo álbum. La canción fue parte de su gira de debut, siendo el tema de apertura.

## Historial de lanzamiento
| País   | Fecha                 | Formato                     | Discográfica      |
| ------ | --------------------- | --------------------------- | ----------------- |
| Varios | 19 de febrero de 2016 | Descarga digital, Streaming | Hollywood Records |